# Протруювання насіння
Протру́ювання насі́ння — обробка насіння сільськогосподарських культур пестицидами для знезаражування від збудників грибкових і бактеріальних хвороб, а також для захисту сходів від ґрунтових шкідників.
Розрізняють 3 способи протруювання насіння:
- сухе — за допомогою апаратів і пристроїв насіння обпилюють препаратами;
- напівсухе — за допомогою протруювача насіння зволожують невеликою кількістю розчину препарату або густою суспензією порошкоподібного препарату;
- мокре — насіння сильно змочують розчином формаліну чи іншого препарату або навіть занурюють у нього на кілька хвилин.

При протруюванні насіння слід суворо дотримуватися інструкцій та правил безпеки при роботі з пестицидами. Для знищення збудників хвороб, що містяться всередині зерна, наприклад, летючої сажки пшениці та ячменю, застосовують також пестициди або термічне знезараження (прогрівання) насіння.